# كغومس
كغومس (بالإنجليزية: Ķegums)‏ هي منطقة سكنية تقع في لاتفيا في Ogre District.[بحاجة لمصدر] يقدر عدد سكانها بـ 2,473 نسمة ومساحتها 6.8 كم2 .